# Hrvoje Klasić
Hrvoje Klasić (Sisak, 6. prosinca 1972.), hrvatski povjesničar.

## Životopis
Hrvoje Klasić rođen je 6. prosinca 1972. u Sisku gdje završava osnovnu i srednju školu. Diplomirao je Povijest na Filozofskom fakultetu u Zagrebu 1997., gdje je kasnije i doktorirao s temom „1968. u Jugoslaviji. Društveno-političke promjene u Jugoslaviji u kontekstu svjetskih zbivanja“. 
Od 1995. radio je kao profesor povijesti kod gimnazije u Sisku, a od 2003. godine radi na Odsjeku za povijest Filozofskog fakulteta u Zagrebu.
Tijekom godina često je istupao u javnosti u temama koje se tiču Drugog svjetskog rata. Hrvoje Klasić u javnim istupima snažno kritizira stav dijela hrvatskog društva prema NDH i smatra da "sve agresivniji nacionalizam i šovinizam razaraju Hrvatsku".
Neki povjesničari kritiziraju njegove nastupe u javnosti kao lišene ozbiljne znanstvene kompetencije o temi Drugog svjetskog rata.
O temi povijesti Jugoslavije nakon II. svjetskog rata, koja je u fokusu njegovog znanstvenog rada, iznosi Klasić u javnosti ocjenu da Josip Broz Tito nije bio diktator, već autokratski vladar koji je moć znao koristiti tako da ne izgleda kao diktatura.
Na Filozofskom fakultetu Sveučilišta u Zagrebu akademske godine 2019./2020. predaje teme:
- 1968. - Uzroci i posljedice
- Europska i svjetska povijest nakon 1945. godine
- Politika i propaganda u 20. stoljeću
- Hrvatska i svijet u 20. stoljeću - komparatističke teme[8].

## Djela

### Autorske knjige
- Hrvatsko proljeće u Sisku, Srednja Europa, 2006.
- Jugoslavija i svijet 1968., Naklada Ljevak, 2012.
- Mika Špiljak - revolucionar i državnik, Naklada Ljevak, 2019.

### Članci
- Društveni život u Sisku u vrijeme Drugog svjetskog rata, Časopis za suvremenu povijest, 32/2000., br. 3
- Antisemitizam na prijelazu stoljeća ( 1897. – 1903. ). Prilog proučavanju židovstva u gradu Sisku, Godišnjak Gradskog muzeja Sisak, br. 2, 2001.
- Odnosi hrvatskih i bugarskih riječnih brodara tijekom Domovinskog rata (1991. – 1998.), Zbornik radova međunarodnog znanstvenog skupa Hrvatsko – bugarski odnosi u 19. i 20. stoljeću, Zagreb, 2005.
- Tito u Sisku 1969. – analiza posjeta u kontekstu «Hrvatskog proljeća», Godišnjak Gradskog muzeja Sisak, br. 5, 2005.
- Sveslavenski kongres u Beogradu 1946. i njegova percepcija u hrvatskom tisku, Historijski zbornik, br. 58, 2005.
- Uloga Matice hrvatske u Hrvatskom proljeću na području grada Siska, Radovi 38, 2006.
- Unutrašnjopolitičke i vanjskopolitičke aktivnosti Jugoslavije nakon intervencije Varšavskog pakta u Čehoslovačkoj 1968. godine, Zbornik radova „1968 – Četrdeset godina posle“, Beograd, 2008.
- „Caught between the Blocs“. Jugoslawien und die tschechoslowakische Krise, Prager Frühling. Das internationale Krisenjahr 1968, Wien, 2008.
- Socijalistički Sisak i katolička crkva, Zbornik sa simpozija „Antiquam Fidem“, Sisak, 2011.
- Svibanjsko savjetovanje 1968. Ekonomsko – politička platforma Hrvatskog proljeća, Zbornik „Hrvatsko proljeće – Četrdeset godina poslije“, Zagreb, 2012.
- Nogometni rat između Tita i Staljina, Radovi - Zavod za hrvatsku povijest, 48 (2016),
- How Sokol became Partizan,The International Journal of the History of Sport, 34 (2017), 105-125.